# Chiesa di San Panfilo (Scerni)
La chiesa parrocchiale di San Panfilo è il principale luogo di culto del borgo di Scerni, in provincia di Chieti. È situata in via Arcivescovo de Risio.

## Storia
L’esistenza della chiesa, sorta probabilmente sui resti di un tempio romano, è da attestarsi già al XII secolo, risultando dipendente dall’Abbazia di Santo Stefano in Rivo Maris, nei pressi di Casalbordino, per passare poi sotto il controllo dell’Abbazia di Santa Maria Arabona a partire dal 1257. La strutta attuale è il risultato di corposi interventi prodotti principalmente tra il XVIII e il XIX secolo. Dapprima venne iniziata la ristrutturazione del campanile, nel 1765, che si protrasse fino al 1838. A partire dal 1856, invece, l’originaria facciata, un tempo dotata di portico, venne riedificata su progetto dell’architetto Luigi Dau. Ulteriori lavori furono eseguiti anche negli anni ’80 del XX secolo, mentre l’ultimo restauro risale al 2007.

## Descrizione

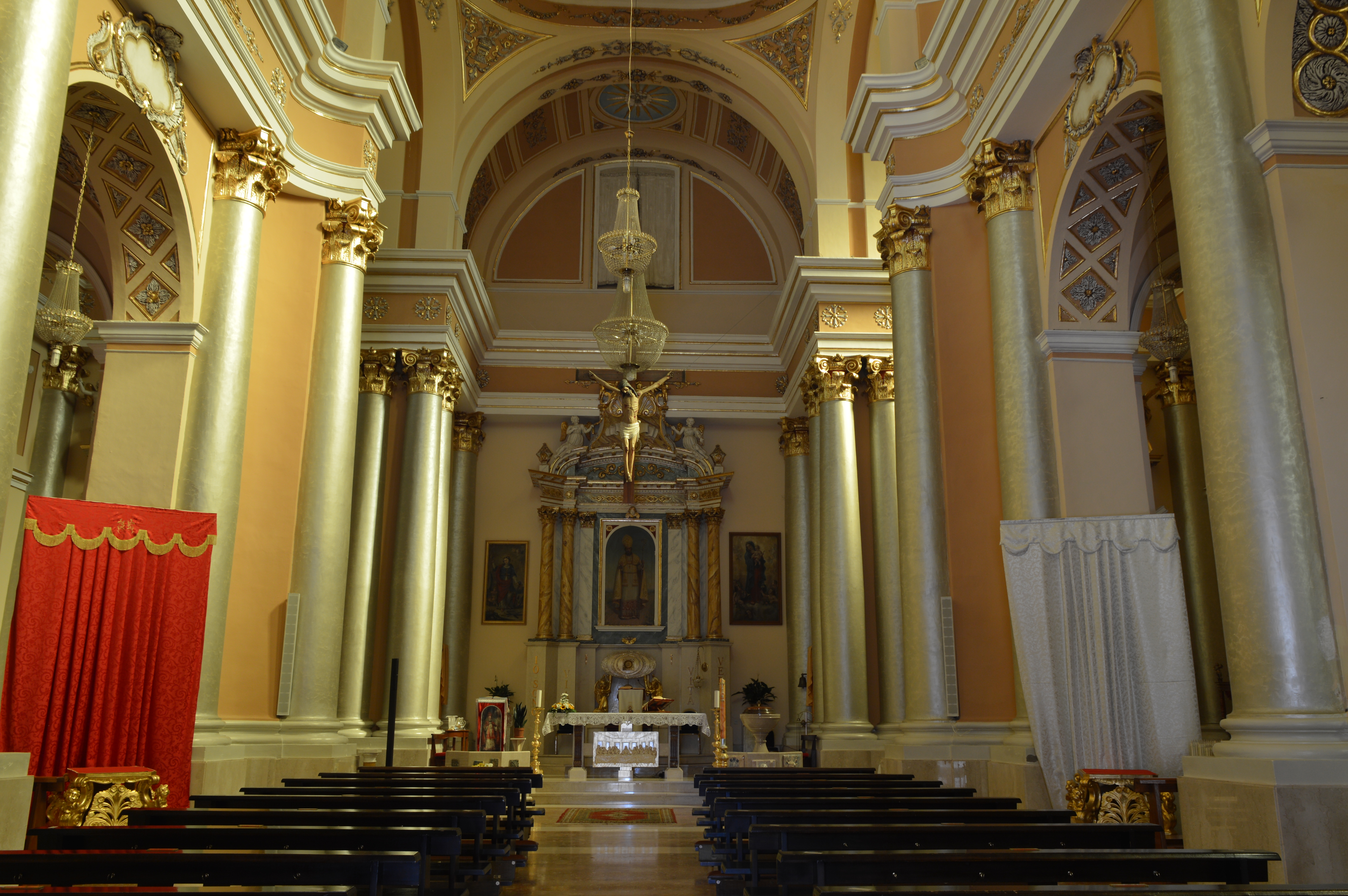
Interno

La facciata della chiesa, di impronta neoclassica, terminata nel 1883, è preceduta da una scalinata a due rampe. La parte centrale è suddivisa in due ordini, scanditi ognuno da sei paraste, mentre le due fiancate laterali, che corrispondono alle navate laterali, hanno un andamento curvilineo. Il retrostante campanile, che prospetta su via Roma, è diviso in tre ordini; alla sua base è incastonata una lapide che attesta i rifacimenti compiuti tra Settecento e Ottocento. L’interno è a croce latina, diviso in tre navate. Tra le opere di pregio si segnalano due antiche statue raffiguranti San Panfilo e Sant’Emidio, ascrivibili al XIII-XIV secolo, un ostensorio, un reliquiario e una croce processionale in argento tutti di fattura cinquecentesca. Nella navata di destra sono collocate le tele raffiguranti San Francesco da Paola e la morte di Sant’Andrea di Avellino, mentre nella navata sinistra è posto un altro dipinto che ritrae San Giuseppe. L’attuale area presbiterale è stata realizzata nel corso dei restauri novecenteschi. In fondo è collocato il dipinto seicentesco di San Panfilo, recentemente restaurato, che nel periodo pasquale viene sostituito da una statua del Cristo Risorto.